# Elachistocleis ovalis
Espèce
Synonymes
- Rana ovalis Schneider, 1799
- Microps unicolor Wagler, 1828
- Stenocephalus microps Tschudi, 1838
- Engystoma ovale var. puncticulatum Steindachner, 1902

Statut de conservation UICN

 LC  : Préoccupation mineure
Elachistocleis ovalis est une espèce d'amphibiens de la famille des Microhylidae.

## Répartition
Cette espèce se rencontre en Bolivie, en Colombie, au Guyana, en Guyane, au Panama, au Paraguay, au Suriname, à Trinité-et-Tobago et au Venezuela. À la suite de la révision d'Ulisses Caramaschi en 2010, cette espèce n'est pas présente au Brésil.

## Étymologie
Son nom d'espèce, dérivé du latin ovum, « œuf », lui a été donné en référence à sa forme générale.

## Publication originale
- Schneider, 1799 : Historiae amphibiorum naturalis et literariae fasciculus primus, vol. 1 (texte intégral).